# Tuberodiadelia tubericollis
Tuberodiadelia tubericollis là một loài bọ cánh cứng trong họ Cerambycidae.